# Matias Gonçalves de Oliveira Roxo, barão de Vargem Alegre

Armas do barão com grandeza de Vargem Alegre.

Matias Gonçalves de Oliveira Roxo, primeiro barão com grandeza de Vargem Alegre (Pensalvos, 22 de setembro de 1804 — Vargem Alegre, 16 de setembro de 1879), foi um proprietário rural luso-brasileiro.
Radicou-se no Brasil em 1816, onde se casou com Joaquina Clara de Morais, nascida em Mangalarga aos 15 de outubro de 1815 e falecida no Rio de Janeiro em 1865, com cinquenta anos de idade, filha do barão de Piraí. Tiveram catorze filhos.
Era comendador da Imperial Ordem de Cristo, oficial da Imperial Ordem da Rosa e Grande do Império.